# أبراهام ليمبيل
أبراهام ليمبيل (بالعبرية: אברהם למפל‏) (مواليد 10 فبراير 1936) هو عالم حاسوب بولندي إسرائيلي وأحد آباء عائلة LZ من خوارزميات ضغط البيانات غير المضيع. حائز على وسام ريتشارد هامينغ عام 2007.
وُلد في 10 فبراير 1936 في لفيف. درس في التخنيون - معهد إسرائيل للتكنولوجيا، وحصل على بكالوريوس العلوم في عام 1963، وعلى ماجستير العلوم في عام 1965، ودكتوراه العلوم في عام 1967. وبدايةً من عام 1977 صار أستاذًا متفرغًا ثُمَّ فخريًّا في التخنيون.
تبدأ أعماله ذات الأهمية التاريخية بعرض خوارزمية LZ77 في ورقة بحثية بعنوان «خوارزمية عالمية لضغط البيانات المتسلسلة» في مجلة نظرية المعاملات في المعلوماتية IEEE (مايو 1977)، شارك في تأليفها يعقوب زيف. حصل على جائزة اليوبيل الذهبي للابتكار التكنولوجي لعام 1998 من جمعية نظرية المعاملات في المعلوماتية IEEE. ووسام ريتشارد هامينغ سنة 2007، عن «العمل الرائد في ضغط البيانات خاصة خوارزمية لامبل وزيف وويلش».
أسس ليمبيل مخابر هوليت باكارد في إسرائيل  عام 1994، وتولى إدارتها حتى أكتوبر 2007.